# Avalon (métro de Los Angeles)
Pour les articles homonymes, voir Avalon (homonymie).
Avalon est une station du métro de Los Angeles desservie par les rames de la ligne C et située à Los Angeles en Californie.

## Localisation
Station du métro de Los Angeles en surface, Avalon est située sur la ligne C à l'intersection de l'Interstate 105 et de Avalon Boulevard dans le quartier de Green Meadows (en) au sud de Los Angeles.

## Histoire
La station est mise en service le 12 août 1995, lors de l'ouverture de la ligne C.

## Service

### Accueil

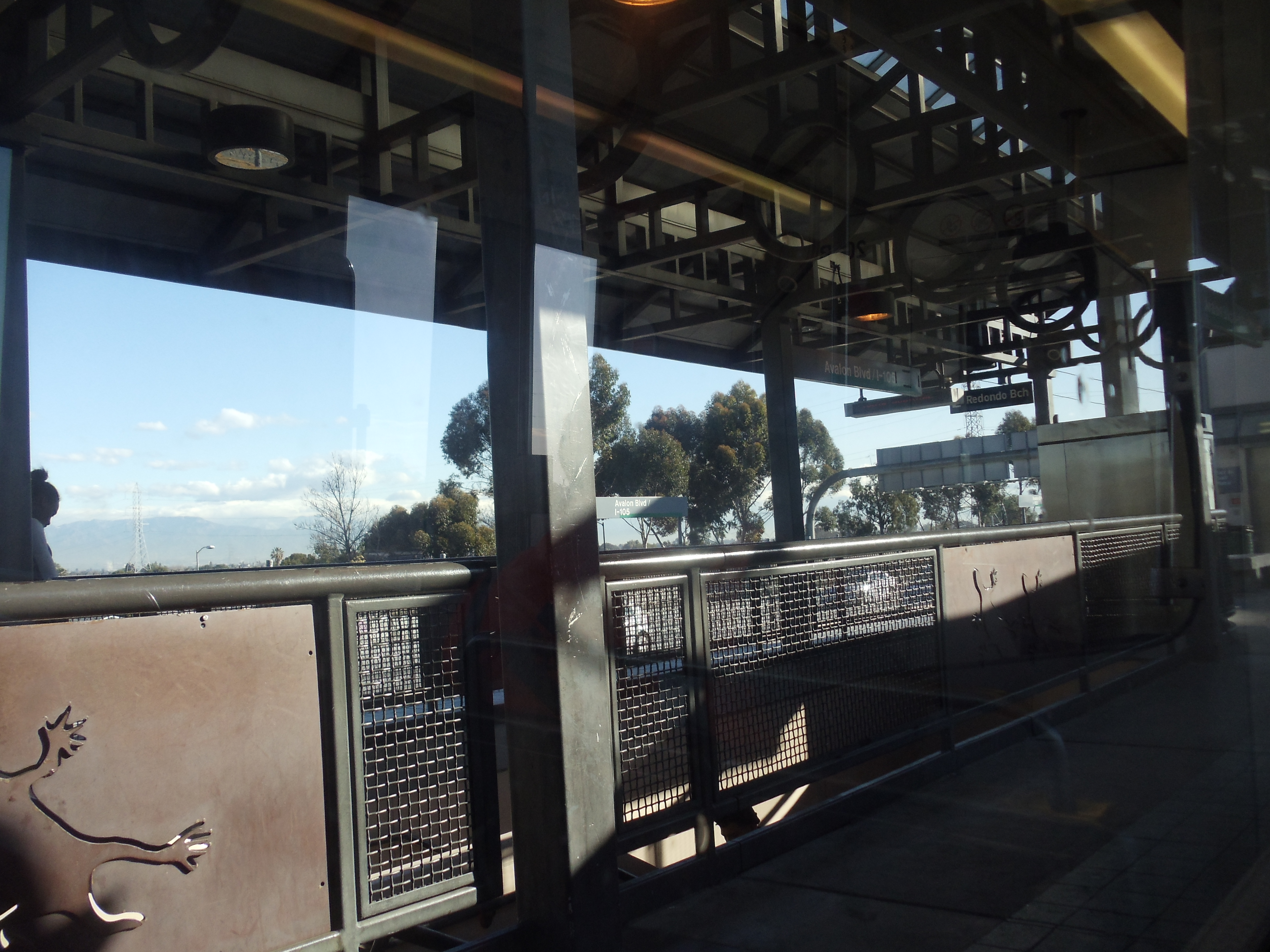
Station Avalon.
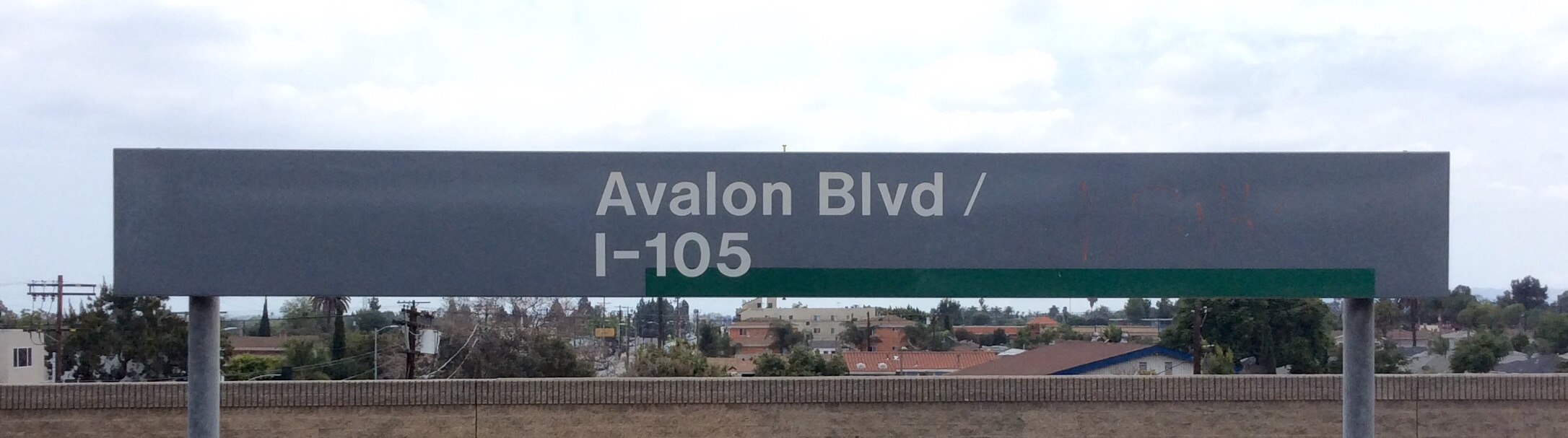
Signalétique.

### Desserte
Avalon est desservie par les rames de la ligne C du métro.

### Intermodalité
La station est desservie par les lignes d'autobus 48, 51, 52, 53 et 351 de Metro.